# Ацетонемический синдром у детей
Ацетонеми́ческий синдро́м у детей (кетотическая гипогликемия детского возраста, недиабети́ческий кетоацидо́з, синдро́м цикли́ческой ацетонеми́ческой рво́ты, ацетонемическая рвота) — совокупность симптомов, обусловленных повышением концентрации в плазме крови кетоновых тел — патологическое состояние, встречающееся преимущественно в детском возрасте, проявляющееся стереотипными повторными эпизодами рвоты, чередующимися периодами полного благополучия. Различают первичный (идиопатический) — развивается в результате погрешностей в диете (длительные голодные паузы) и вторичный (на фоне соматических, инфекционных, эндокринных заболеваний, поражения и опухолей ЦНС) ацетонемический синдром.

## Распространённость
Первичный ацетонемический синдром встречается у 4…6 % детей в возрасте от 1 до 12…13 лет. Чаще встречается среди девочек (соотношение девочки/мальчики составляет 11/9). Средний возраст манифестации синдрома циклической ацетонемической рвоты составляет 5,2 года. Очень часто (практически в 90 % случаев) течение кризов усугубляется развитием многократной неукротимой рвоты, которая определяется как ацетонемическая. Приблизительно 50 % пациентов нуждается в купировании ацетонемического криза путём внутривенного введения жидкостей.
Данные о распространённости вторичного ацетонемического синдрома отсутствуют как в отечественной так и в зарубежной спец. литературе.

## Классификация
Современная педиатрия различает первичный и вторичный ацетонемический синдром:
- Первичный (идиопатический) — синдром циклической ацетонемической рвоты, маркер нервно-артритической аномалии конституции.
- Вторичный (на фоне заболеваний) — кетозы и кетоацидозы, возникающие при острых гипертермических и послеоперационных состояниях (например, после удаления миндалин), рвоте различного генеза, инфекционных, эндокринных и соматических заболеваниях и так далее — то есть имеют чёткий провоцирующий фактор.
- Некоторые авторы осторожно считают диабетический кетоацидоз разновидностью вторичного ацетонемического синдрома. Это основывается на том, что диабетический кетоацидоз связан с другими причинами (дефицитом инсулина) и требует совершенно особого лечения.

## Этиология
Существует несколько теорий развития ацетонемического состояния у детей: одни исследователи связывают это с падением уровня глюкозы в крови у ребёнка вследствие истощения запасов гликогена в тканях. Кетоновые тела являются альтернативным источником энергии и синтезируются, когда уровень глюкозы падает – однако при их избыточном накоплении развивается интоксикация, проявлением которой является тошнота и рвота. Другие теории говорят о нарушении регуляции обмена глюкозы: уровень глюкозы падает быстрее, чем уровень кетоновых тел достигает значения, необходимого для запуска глюконеогенеза. Уровень глюкозы при ацетонемическом синдроме у детей при осмотре немного повышен: 6-7 ммоль/л. Может, играет роль физиологическая инсулинорезистентность. Представления об этиологии ацетонемического синдрома как генетически обусловленной аномалии конституции (так называемого нервно-артритического диатеза) давно устарели и не поддаются никакой адекватной критике. Пусковым механизмом к развитию ацетонемического синдрома у детей обычно служат длительное голодание или острое инфекционное заболевание.

## Патогенез
В физиологических условиях пути катаболизма углеводов, белков и жиров на определённом этапе пересекаются в цикле Кребса — универсальном источнике энергии в организме:
- Углеводы, пройдя по гликолитическому пути Эмбдена-Мейерхофа, превращаются в пируват, который сгорает в цикле Кребса;
- Белки с помощью протеаз расщепляются на аминокислоты:

Аспарагиновая кислота, тирозин и фенилаланин служат источником оксалоацетата и/или пирувата;
Аланин, серин и цистеин — превращаются в пируват;
Лейцин, тирозин и фенилаланин — превращаются в ацетил-Коэнзим А (ацетил-КоА);
- Жиры путём липолиза превращаются в ацетил-КоА. В физиологических условиях основным путём метаболизма ацетил-КоА является его реакция с оксалоацетатом и дальнейшее участие в цикле Кребса с выделением энергии. Часть ацетил-КоА используется для ресинтеза свободных жирных кислот, синтеза холестерина и оставшаяся небольшая часть идёт на синтез кетоновых тел.

Итак, пусковыми факторами развития кетоза являются стресс (относительное преобладание контринсулиновых гормонов) и алиментарные расстройства в виде голодания или чрезмерного употребления жирной и белковой пищи (кетогенные аминокислоты) при недостатке углеводов. Абсолютный или относительный дефицит углеводов стимулирует липолиз с целью обеспечения энергетических потребностей организма. Усиленный липолиз приводит к тому, что в печень поступает слишком много свободных жирных кислот, которые там трансформируются в «универсальный метаболит» — ацетил-коэнзим А (ацетил-КоА), поступление которого в цикл Кребса ограничено в связи с уменьшением количества оксалоацетата (вызванного дефицитом углеводов). Кроме того, снижается активность ферментов, активирующих процесс синтеза холестерина и свободных жирных кислот. В результате остаётся только один путь утилизации ацетил-КоА — синтез кетоновых тел (кетогенез).
На первом этапе путём конденсации двух молекул ацетил-КоА создаётся ацетоацетил-КоА, который метаболизируется до ацетоуксусной кислоты, которая, в свою очередь, легко трансформируется в другие виды кетоновых тел — бета-оксимасляную кислоту и ацетон. (Схема синтеза указана в статье Кетоновые тела).
Кетоновые тела (ацетоуксусная, бета-оксимасляная кислота и ацетон) либо окисляются в тканях (скелетная мускулатура, миокард, мозг) до углекислого газа и воды, либо выводятся из организма в неизменённом виде почками, лёгкими и ЖКТ. Таким образом, кетоз развивается в тех случаях, когда скорость синтеза кетоновых тел превалирует над скоростью их утилизации.
1. Кетоз развивается при воздействии ряда неблагоприятных воздействий на организм ребёнка. При значительном повышении уровня кетокислот, которые являются донорами анионов, возникает метаболический ацидоз. Кроме того, кетоновые тела, обладая кислой pH забирают на свою нейтрализацию щелочной резерв организма. Развивается метаболический ацидоз с повышенной анионной реакцией — кетоацидоз. Его компенсация осуществляется за счёт гипервентиляции (респираторный алкалоз), которая ведёт к гипокапнии («вымывается» углекислый газ), которая ведёт к сужению сосудов (вазоконстрикции) в том числе и сосудов головного мозга.
2. Избыток кетоновых тел оказывает наркотическое воздействие на ЦНС, вплоть до развития коматозного состояния.
3. Ацетон, являясь органическим растворителем, повреждает липидный бислой клеточных мембран (растворяет жиры).
4. Кроме того, для утилизации кетоновых тел необходимо дополнительное количество кислорода, что усиливает несоответствие между доставкой и потреблением кислорода — способствует развитию и поддрежанию патологического состояния.
5. Избыток кетоновых тел раздражает слизистую оболочку желудочно-кишечного тракта, что клинически проявляется рвотой и абдоминальным болевым синдромом.

Перечисленные неблагоприятные воздействия кетоза в сочетании с другими расстройствами водно-электролитного и киcлотно-щелочного баланса (обезвоживание, метаболический ацидоз как следствие утраты бикарбоната и/или накопления молочной кислоты) способствуют более тяжёлому течению заболевания, удлиняют сроки госпитализации в отделения интенсивной терапии.

## Клиника
Клинические проявления недиабетического кетоацидоза разнообразны, что связано с проявлениями основной патологии, которая привела к развитию кетоза. Обычно клиническая картина ацетонемического синдрома складывается из:
- проявлений кетоза;
- синдромов, характерных для патологического процесса-триггера (гастроэнтерит, пневмония, острая респираторная инфекция, нейроинфекция и другие);
- проявлений токсикоза и расстройств водно-электролитного баланса (токсикоз с эксикозом).

Кетоз — характеризуется тошнотой, многоразовой продолжительной рвотой, отказом от еды и питья, появлением в выдыхаемом воздухе запаха «ацетона» (прелых яблок, перегара), появлением болей в животе (абдоминальный синдром). Интенсивность этих проявлений нарастает в течение нескольких дней. Ребёнок становится вялым, раздражительным. При объективном обследовании выявляются симптомы обезвоживания (сухость слизистых оболочек и кожи, снижение тургора мягких тканей, отсутствие слёзоотделения). Глаза ребёнка выглядят запавшими, но на фоне похудения на щеках нередко горит яркий румянец. Изо рта и от мочи ощущается запах «ацетона» от слабо уловимого до весьма интенсивного, ощущаемого на расстоянии нескольких метров от пациента. Для ацетонемического синдрома характерна лихорадка, редко достигающая фебрильных цифр, тахикардия (сердцебиение), усиление тонов сердца. Недиабетический кетоацидоз провоцирует появление тахипноэ (шумное глубокое дыхание Куссмауля) — обусловленное раздражением дыхательного центра избытком ионов водорода. Аускультативные изменения в лёгких нетипичны и определяются наличием триггерного патологического процесса. При пальпации живота нередко определяется разлитая болезненность в эпигастрии, которая в некоторых случаях бывает весьма интенсивной и требует исключения острой хирургической патологии. Диурез, в соответствии с выраженностью симптомов обезвоживания, может снижаться.

## Диагностика
Опирается на данные анамнеза, анализировании жалоб, клинической симптоматики и результатов дополнительных инструментальных и лабораторных исследований.
Диагностические критерии:
- повторяющиеся тяжёлые упорные эпизоды рвоты;
- межприступный период различной продолжительности между эпизодами рвоты;
- продолжительность эпизодов рвоты от нескольких часов до суток;
- отрицательные результаты обследования, которые бы могли связать этиологию рвоты с проявлениями патологии со стороны органов ЖКТ;
- приступы рвоты характеризуются стереотипией — каждый эпизод аналогичен предыдущему по времени, интенсивности и продолжительности;
- в некоторых случаях приступы рвоты могут заканчиваться спонтанно и без лечения;
- сопутствующие симптомы включают тошноту, боль в животе, головную боль, адинамию, фотофобию, заторможенность;
- рвоте сопутствуют лихорадка, бледность, диарея, дегидратация, избыточная саливация и социальная дезадаптация;
- рвотные массы часто содержат желчь (76 %), слизь (72 %) и кровь (32 %) в результате ретроградного пролабирования кардиальной части желудка сквозь гастроэзофагальный жом (пропульсивная гастропатия).

В случаях, когда ацетонемическая рвота развивается на фоне известных провоцирующих факторов (инфекция, периоперационное голодание, опухоли ЦНС и так далее) диагностируется вторичный недиабетический кетоацидоз.

### Лабораторная диагностика
В клиническом анализе крови специфические изменения отсутствуют — картина в первую очередь отражает ту патологию, на фоне которой развился эпизод кетоза.
Наиболее типичным признаком в клиническом анализе мочи является наличие кетонурии от «одного плюса» (+) до «четырёх плюсов» (++++) полуколичественным методом с нитропруссидом. Глюкозурия (наличие глюкозы в моче) не является обязательным симптомом, однако практически всегда появляется на фоне инфузии (внутривенном капельном вливании) растворов глюкозы.
Диагностически значимы результаты биохимического анализа крови: чем дольше продолжается эпизод ацетонемической рвоты, тем выраженнее дегидратация, тем выше показатель гематокрита (соотношение форменных элементов крови к плазме) и показателя общего белка. при значительном обезвоживании определяется увеличение мочевины в крови свыше 8,8 ммоль/л (следствие преренальной олигурии и гемоконцентрации). Чаще наблюдается изотоническое обезвоживание (следствие «сбалансированных» потерь натрия и воды). При выраженном ацидозе калий сыворотки нормальный или повышен. В случаях продолжительной рвоты и незначительно выраженного ацидоза наблюдается гипокалиемия.
При исследовании показателей кислотно-щелочного состояния чаще определяется компенсированный (полная или частичная компенсация ацидоза осуществляется за счёт гипервентиляции) или декомпенсированный метаболический ацидоз с увеличенным анионным интервалом.

### Функциональная диагностика
Важным компонентом обследования является эхокардиоскопия с определением показателей центральной гемодинамики — чаще определяются снижение конечного диастолического объёма левого желудочка, снижение центрального венозного давления, умеренное снижение фракции выброса и за счёт этого снижение ударного объёма левого желудочка. Несмотря на эти изменения, сердечный индекс может быть увеличенным за счёт значительной тахикардии.

## Дифференциальная диагностика
Главным образом дифференциальная диагностика проводится с диабетическим кетоацидозом. Основные особенности недиабетического кетоацидоза: отсутствие значительной гипергликемии или гипогликемия, отсутствие классического «диабетического» анамнеза и, как правило, значительно лучшее состояние пациента.
Важным является определение первичности или вторичности развившегося недиабетического кетоацидоза. При диагностике вторичного ацетонемического синдрома необходимо обратить определённое внимание на поиск этиологического фактора, поскольку это имеет существенное значение для выбора дальнейшей лечебной тактики. Необходимо своевременно исключить наличие острой хирургической патологии, нейрохирургической патологии (опухоль ЦНС — клиника «мозговой» рвоты) и инфекционной патологии (требует обязательной изоляции больного).

## Лечение
Предлагаемые ранее методики лечения ацетонемического синдрома у детей сводились к назначению диеты с высоким содержанием углеводов и ограничением жиров, оральной регидратации небольшими порциями жидкости (5 % раствор глюкозы, регидрон), инфузионной терапии с применением растворов глюкозы и натрия гидрокарбоната. С учётом современных данных о патофизиологических расстройствах у больных ацетонемическим синдромом, существующие рекомендации по его лечению воспринимаются как несовершенные:
- оральная регидратация и введение углеводов через ЖКТ в большинстве случаев практически невозможны из-за многократной и неукротимой рвоты;
- внутривенное введение 5 или 10 % раствора глюкозы в большинстве случаев недиабетического кетоацидоза неэффективно в связи с нарушением транспорта глюкозы через клеточные мембраны вследствие прямого диабетического влияния кетоновых тел
- повышение концентрации контринсулиновых гормонов в плазме крови, снижение секреции эндогенного инсулина также способствует снижению утилизации глюкозы периферическими тканями по обычному пути метаболизма (шунт Эмбдена-Мейерхофа). Гипергликемия, вызванная дополнительным введением раствора глюкозы, сама по себе ухудшает состояние пациента, а также приводит к появлению глюкозурии с развитием осмодиуреза и потерей электролитов с мочой и дальнейшей дегидратации и сгущению крови;
- применение любыми способами введения только ощелачивающих средств (раствор натрия гидрокарбоната) повышает содержание стандартного бикарбоната в плазме крови, но не останавливает патологический процесс кетогенеза.

### Основные направления лечения недиабетического кетоацидоза у детей
1. Диета (обогащённая углеводами и белковой пищей) назначается всем пациентам.
2. Частые приёмы пищи (не допуская длительных эпизодов голодания) и обязательный перекус перед сном.
3. Инфузионная терапия:

 — быстро устраняет обезвоживание (дефицит внеклеточной жидкости), способствует улучшению перфузии и микроциркуляции;
 — содержит ощелачивающие средства, ускоряет восстановление уровня бикарбонатов плазмы (нормализует кислотно-щелочное равновесие);
 — содержит достаточное количество легкодоступных углеводов, которые метаболизируются различными путями, в том числе и независимыми от инсулина;
В случаях умеренновыраженного кетоза (ацетонурия до ++), не сопровождающегося существенным обезвоживанием, водно-электролитными нарушениями и неукротимой рвотой, показано выпаивание глюкозо-солевыми растворами в сочетании с этиотропной терапией основного заболевания.

### Показания для назначения инфузионной терапии
1. Упорная многоразовая рвота, не прекращающаяся после применения прокинетиков;
2. Наличие умеренной (до 10 % от массы тела) и тяжёлой (до 15 % от массы тела) дегидратации;
3. Наличие декомпенсированного метаболического кетоацидоза с увеличенным анионным интервалом;
4. Наличие расстройств гемодинамики и микроциркуляции;
5. Признаки нарушения сознания (сопор, кома);
6. Наличие анатомических и функциональных затруднений для проведения оральной регидратации (аномалии развития лицевого скелета и ротовой полости), неврологические расстройства (бульбарные и псевдобульбарные).

Перед началом проведения инфузионной терапии необходимо обеспечить надёжный венозный доступ (предпочтительнее периферический), определить показатели гемодинамики, кислотно-щелочного и водно-электролитного баланса.
Существуют серьёзные теоретические и практические предпосылки для применения растворов многоатомных спиртов (сорбитол, ксилитол) как альтернативных способов лечения кетоза. Главное отличие метаболизма ксилита и сорбита в отличие от глюкозы — независимость от инсулина и выраженном антикетогенном действии.
Пути метаболизма сорбитола:
- Сорбитол → Фруктоза → Фруктозо-6-фосфат → цикл Кребса
- Сорбитол → Фруктоза → Фруктозо-1-фосфат → цикл Кребса

Однако, следует учитывать, что поскольку многоатомные спирты метаболизируются в печени (не в нервной системе), то коррекция ими гипогликемических состояний нецелесообразна (ликвидация гипогликемии осуществляется только растворами глюкозы!).
Основной акцент в лечении кетонемических кризов следует сделать на эффективную и непродолжительную инфузионную терапию — путь быстрого восстановления механизмов поддержания гомеостаза пациента.

## Прогноз
В целом благоприятный:
- с возрастом возникновение ацетонемических кризов прекращаются (обычно в пубертате);
- своевременное обращение за медицинской помощью и грамотная лечебная тактика способствуют купированию недиабетического кетоацидоза.

## Профилактика
При диагностике рецидивирующих ацетонемических состояний у ребёнка следует предупредить родителей о возможных методах профилактики кризов, дать соответствующие диетические рекомендации (высокоуглеводная и высокобелковая диета), проверять уровень кетоновых тел в моче с помощью тест-полосок, избегать длительных перерывов между приёмами пищи, своевременно вакцинировать ребёнка (для устранения осложнения инфекционных заболеваний развитием ацетонемической рвоты).